# Columbia (continent)

Reconstructie van het Columbia supercontinent

Columbia is een verondersteld supercontinent dat bestond tussen 1,8 en 1,5 miljard jaar geleden, gedurende het Proterozoïcum (Statherium-Calymmium). Er is voor het eerst over geschreven door J.J.W. Rogers en M. Santosh. Over de vorm van dit continent is - evenals over de vorm van andere eerdere supercontinenten - vrijwel niets bekend. Het bestaan en de ligging van het supercontinent is gereconstrueerd met behulp van paleomagnetisme, studie naar vulkanische activiteit en stratigrafie.
Het bestond uit een proto-kraton met daarin stukken van Laurentia, Baltica, Oekraïne, Amazonia, Australië, en mogelijk Siberië, Noord-China en Kalahari.

## Grootte en plaats
Er wordt geschat dat Columbia ongeveer 12.900 kilometer van Noord naar Zuid, en ongeveer 4.800 km oost-west op het breedste punt is geweest. De oostkust van India was verbonden met Noord-Amerika, met zuidelijk Australië tegenover west Canada. Het grootste deel van Zuid-Amerika lag zodanig gedraaid dat de westkust van het tegenwoordige Brazilië tegen oostelijk Noord-Amerika was gelegen. Dat vormde een Continentale marge dat doorliep tot aan de zuidelijke rand van Scandinavië.

## Eerdere en latere supercontinenten
Paleomagnetische metingen geven aan dat er mogelijk twee eerdere supercontinenten zijn geweest: Kenorland (ongeveer 2,5 miljard jaar geleden) en Vaalbara (ongeveer 3,3 miljard geleden). Vaalbara zou tevens het eerste supercontinent op Aarde geweest zijn. Er zijn ook twee latere supercontinenten geweest, zoals Rodinia en Pangea.